# Kinh chiều Sicilia
Kinh chiều Sicilia (tiếng Ý: Vespri siciliani; tiếng Sicilia: Vespiri siciliani) là một cuộc nổi dậy thành công trên đảo Sicily nổ ra vào Lễ Phục sinh năm 1282, chống lại sự cai trị của vị vua gốc Pháp Charles I xứ Anjou, người đã cai trị Vương quốc Sicilia kể từ năm 1266. Cuộc nổi dậy diễn ra sau 20 năm triều đại Angevin cai trị Sicily, nơi có những chính sách không được lòng dân chúng Sicily.
Gây ra bởi một sự cố ở Palermo, cuộc nổi dậy nhanh chóng lan rộng đến phần lớn Sicily. Trong vòng 6 tuần, khoảng 13.000 đàn ông và phụ nữ Pháp đã bị quân nổi dậy giết chết và chính phủ của Charles mất quyền kiểm soát hòn đảo. Tìm kiếm sự hỗ trợ cho cuộc nổi dậy, người Sicily đã dâng ngai vàng cho Peter III của Aragon, người đã thay mặt vợ ông, Costanza II của Sicilia, tuyên bố ngai vàng. Sự can thiệp của người Aragon vào cuộc nổi dậy đã dẫn đến việc mở rộng xung đột thành Chiến tranh Kinh chiều Sicilia.